# Peshmerga (film)
Pour plus de détails, voir Fiche technique et Distribution.
Peshmerga est un documentaire français dirigé par Bernard-Henri Lévy, sorti en 2016. Il décrit la résistance des combattants peshmerga à la frontière irakienne.

## Synopsis
Peshmerga est un documentaire dans lequel BHL développe sa vision de la seconde guerre civile irakienne, à travers les combattants peshmerga (combattants kurdes armés par les occidentaux et luttant notamment contre Daech). Il est constitué d'images tournées sur place par une équipe réduite, notamment à l'aide de drones. L'un des clous du spectacle est le portrait des régiments féminins de l'armée peshmerga, que l'écrivain dit redoutés des jihadistes. 
Le communiqué de la société de production du film précise que des images ont été filmées au cœur des batailles des secteurs de Kirkouk, de Mossoul et du Sinjar.
Ce film s'inscrit dans la lignée des précédents documentaires de guerre de l'écrivain : Bosna ! (1994), Serbie, année zéro (2001), et Le Serment de Tobrouk (2012). 

## Fiche technique
- Réalisation : Bernard-Henri Lévy
- Production : Margo Cinéma, Arte France Cinéma, KRG[4], Canal +[5]
- Distribution : Ad Vitam Distribution
- Montage : Camille Lotteau
- Direction de la photographie : Ala Hoshyar Tayyeb, Olivier Jacquin, Camille Lotteau
- Son : Antoine Bailly, Jean-Daniel Becache, Thomas Fourel
- Musique : Nicolas Ker, Eat Gas (Jean-Fabien Dijoud), Henri Graetz
- Pays :  France
- Genre : documentaire
- Durée : 92 minutes
- Dates de sortie : 8 juin 2016[1]

## Autour du film
La première de ce documentaire est projetée vendredi 20 mai 2016 au Festival de Cannes, salle Bazin, en « séance spéciale » : il s'agit de la première fois qu'un film est ajouté en cours de route à la sélection officielle du festival. 

## Accueil critique
Peshmerga suscite un débat lié notamment aux positions politiques de Bernard-Henri Lévy. Cet « homme de réseau n'en est pas à son coup d'essai », selon Charline Vanhoenacker, dans sa chronique sur France-Inter, pour qui le film de BHL est « une tentative ratée de justifier ses velléités interventionnistes». Vanhoenacker proteste également contre le fait que le film a été sélectionné en dernière minute au Festival de Cannes sans passer par le circuit de sélection habituel.
Cependant Christophe Barbier, dans L’Express, assure que « Peshmerga n'est pas seulement un formidable documentaire sur les prémices de la chute de Daech, sur les premières percées en ses flancs ; c'est aussi une œuvre de cinéma, avec ses héros et son scénario de lente reconquête. » Barbier précise que « Peshmerga, c'est le cinéma de guerre au temps des drones et des Go-pro. Et pour leçon : à la fin de Daech, dans l'après-Assad qui tôt ou tard adviendra, il faudra bâtir un Kurdistan unifié, indépendant et démocratique. » 
Sorti le 8 juin 2016, le film divise les critiques :
- pour Le Point (où BHL tient une chronique permanente), Jérôme Béglé gratifie le film de quatre étoiles, déclarant que « Peshmerga est un film qui montre sans se fixer l'ambition de démontrer coûte que coûte. Il explique, éclaire et finalement convainc »[9] ;

- dans Le Nouvel Observateur, Jérôme Garcin décerne lui aussi une note de 4/5 au film, décrivant « Des peshmergas qui ont eu raison de faire confiance à celui qui, cette fois sans se préférer, les a filmés avec loyauté[10] » ;

- dans les colonnes de Libération, Luc Mathieu et Julien Gester voient cependant « un film l’emporter contre l’autre, celui du zélateur volubile et sans nuance sur celui du documentariste à l’œil rivé au front et à la complexité de ceux qui l’habitent, on ne peut s’empêcher de songer que sommeillait là, dans la pâte négligée du second, la matière visuelle d’un autre film[11] » ;

- Samuel Douhaire de Télérama relève ainsi que « Après son autoportrait risible en superhéros de la démocratie libyenne dans Le Serment de Tobrouk (2012), l'ex-nouveau philosophe a [...] le mérite d'être plus discret à l'écran. Mais sa voix est encore trop présente : sa lecture, souvent malhabile, d'un commentaire emphatique et clichetonneux sur la guerre, appauvrit les images impressionnantes, saisies par ses cameramen au cœur des batailles[12] » ;

- Christophe Ayad du Monde est plus sec : « Le documentaire de Bernard-Henri Levy épouse la cause kurde, sans recul ni précaution[6] » ;

- Serge Kaganski n'est pas moins lapidaire dans Les Inrocks : « Un documentaire analytique sur le conflit kurde extrêmement péremptoire dans sa présentation[6] » ;

- tout comme Gaël Reyre, des Fiches du Cinéma : « Scènes de batailles impressionnantes, soldats héroïques, morale limpide. Tout à sa cause, l'auteur n'explique rien ; il prescrit. Trop rapide, trop simple[6] » ;

- pour Guillaume Gas, sur abusdecine.com, BHL semble avoir compris la leçon de l'échec cuisant de son film précédent, et se pose un peu plus en retrait dans ce nouvel opus, accordant davantage de place à son sujet, mais « décidément indécrottable, n’a pas pu s’empêcher de rajouter là encore sa voix off, laquelle se contente de réciter (trop) lentement un texte (trop) littéraire et (trop) solennel, alors que les images se suffisaient largement à elles-mêmes[13] » ;

- pour Écran Large, Simon Riaux est catégorique : « BHL s'enferre une nouvelle fois dans une pseudo-émotion lénifiante, une complaisance malvenue et un manichéisme douteux[14] » ;
- à l'étranger, dans The Guardian[2], Peter Bradshaw trouve la photographie « très réussie », mais déplore que le film demeure « loin d'être aussi objectif qu'un documentaire devrait normalement l'être », et craint les échos que cette fascination pour les guerriers peshmerga font aux louanges qui étaient adressées, dans les années 1980, aux moudjahidines afghans qui combattaient les Soviétiques[15] ;

- Pamela Pianezza, pour Variety aux U.S.A., signale que « Peshmerga, en suivant les troupes kurdes qui combattent Daesh sur le terrain, arrive à être passionnant et instructif. Dans un contexte de peur généralisée après les attentats et les massacres régulièrement organisés par les djihadistes de l’État islamique, ce très beau documentaire en hommage à un groupe irréductible de combattants pour la liberté éveillera la curiosité de ceux que les questions géopolitiques intéressent[16]. »

Le site Allociné recense une moyenne critique de 2,5/5 sur un total de 12 critiques presse.